# 華鎣市
華鎣市（かえい-し）は中華人民共和国四川省広安市に位置する県級市。

## 地理
華鎣市は四川盆地の東端、華鎣山脈西麓に位置する。東は隣水県、南は重慶市北碚区、西は重慶市合川区及び岳池県、北は広安区に接し、市北部には淡水湖の天池湖がある。県道167号線が南北を縦断している。また、華鎣山が名の知れた山ではあるが他の山々と共に山脈が連なっている。

## 歴史
旧来は広安県、岳池県の管轄であったが、1978年11月10日に県級の華鎣工農示範区として設置、1979年10月5日に華雲工農区と改称、1985年2月4日に県級市へとしての華鎣市へと改編された。当初は南充専区（1968年に南充地区と改称）の管轄とされたが、1993年7月2日、新設された広安地区（1998年7月に地級市に昇格）に移管されている。

## 行政区画
- 街道:双河街道、古橋街道、華竜街道
- 鎮:天池鎮、禄市鎮、永興鎮、明月鎮、陽和鎮、高興鎮、渓口鎮、慶華鎮
- 郷:紅岩郷

## 交通

### 鉄道
- 襄渝線（湖北省襄陽市方面）- 華鎣駅（中国語版） - 高興駅（中国語版） -（重慶方面）
- 蘭渝線南高支線

### 道路
- 高速道路
  -  滬蓉高速道路
  -  通広高速道路（中国語版）
- 国道
  - G244国道（中国語版）
- 省道
  -  203省道
- 県道
  - 167号県道

## 健康・医療・衛生
- 華鎣市人民医院（華鎣市中医院）
- 華鎣市婦幼保健院
- 華鎣市衛生防疫站
- 華鎣市天池医院

## 名所・旧跡・観光スポット
- 華鎣山景区大門塑像